# ز هر کوی
ز هر کوی، ز هر کوی یا به دنبال سیمرغ یک تئاتر تلویزیونی محصول سال ۱۳۶۱ به کارگردانی منصور کوشان، کارگردانی تلویزیونی مهوش جزایری، نویسندگی منصور کوشان  می‌باشد. که با سانسور شدید، از شبکه پخش شد. این تله تئاتر در ۹ قسمت تهیه شد.

## خلاصه داستان
این مجموعه بازسازی زندگی و آثار شخصیت‌های مهم تاریخ ادبیات و عرفان ایران چون سنایی غزنوی، بایزید بسطامی، فریدالدین عطار، ابوریحان بیرونی، مولوی بلخی، مصلح الدین سعدی، ناصر خسرو قبادیانی، ابوسعید ابوالخیر و … بود.

## بازیگران
- پرویز پورحسینی
- جهانگیر الماسی
- آتیلا پسیانی
- رضا ژیان
- فاطمه نقوی
- مرتضی ضرابی